# Frank Cadogan Cowper
Frank Cadogan Cowper (* 16. Oktober 1877; † 17. November 1958) war ein englischer Künstler, der als „der letzte der Präraffaeliten“ bezeichnet wurde.
Cowper wurde in Wicken (Northamptonshire) als Sohn des Schriftstellers und Pionier des Jachtküstensegelns Frank Cowper geboren. Er studierte zunächst im Jahr 1896 Kunst an der St John’s Wood Art School und anschließend von 1897 bis 1902 an der Royal Academy School. Seine erste Ausstellung fand in der Royal Academy im Jahr 1899 statt. Sein erster wesentlicher Erfolg war zwei Jahre später sein Bild An Aristocrat answering the Summons to Execution, Paris 1791 (1901). Im Jahre 1902, studierte er sechs Monate bei Edwin Austin Abbey, bevor er eine Studienreise nach Italien unternahm.
Er schuf Gemälde vor allem mit Wasserfarben und Öl, arbeitete aber auch als Buchillustrator – zum Beispiel für Sir Sidney Lees Buch The Imperial Shakespeare. Er beteiligte sich an den Wandmalereien im englischen Parlamentsgebäude im Jahre 1910 zusammen mit Byam Shaw, Ernest Board und Henry Arthur Payne.
Im Laufe der nächsten Jahre konzentrierte er sich vor allem auf Porträtgemälde, setzte aber auch seine Bilder zu historischen und literarischen Motiven fort.
In höherem Lebensalter verließ er London zugunsten von Cirencester in Gloucestershire.
Sein The Ugly Duckling wurde von Besuchern als das eindrucksvollste Gemälde im Cheltenham Art Gallery & Museum im Jahr 2005 gewählt.

## Mitgliedschaften
- Royal Watercolour Society (Anwärter ab 1904, Vollmitglied ab 1911).[2]
- Royal Academy (Anwärter ab 1907, Vollmitglied ab 1934).[2]